# Никола Доксат де Морез
Барон Никола Доксат де Морез (фр: Nicolas Doxat de Démoret, Ивердон ле Бен, 3. новембар 1682 − Београд, 20. март 1738), био је швајцарски генерал у војсци Хабзбуршке монархије. Познат је и као инжењер који је обновио Калемегданску тврђаву и као први београдски урбаниста.

## Биографија
Никола Доксат рођен је 1682. године у месту Ивердон, у швајцарском кантону Берн. Родитељи су му били протестанти, Јозеф Доксат де Морез и Маргарета фон Штирлер, а од цара Фердинанда добили су племићку титулу барона. Са напуњених 18 година, Никола Доксат приступа холандској војсци која га шаље у школу како би постао фортификацијски официр. Као инжењеријски официр учествовао је у Рату за шпанско наслеђе и у Фландрији (1702–1714). Након опсаде Лила прелази у аустријску царску војску где напредује огромном брзином, пењући се до чина генерала. Учествује у хабзбуршко-османском рату у Подунављу (1716–1718) и у рату на Сицилији (1718–1720). Током опсаде Темишвара тешко рањен. Куршум га је погодио у десно колено, смрскано му је лево раме, а леви кук тешко повређено. Никола доксат је због ових повреда остао хром до краја живота.

## Инжењерски рад Николе Доксата
Као фортификацијски официр Никола Доксат је, по царевом посебном наређењу, морао да прегледа утврђења у Бечу и деловима краљевине Мађарске и да их по свом нахођењу побољша. Свако ко би његове скице и једном видео, морао је бити задивљен њиховом прецизношћу. Доксатова идеја је била да стратешке тачке у одбрани утврђења измести ван зидина, што је покушао и да оствари у пракси већ током првог службовања у Баварској. Међутим, напредно и неконвенцијално размишљање младог инжењера довело је до тога да буде проглашен за шарлатана и упућен на фронт у Француској. Доксатове идеје касније су усвојене и сматрају се једним од најбољих унапређења у области фортификације.

## Службовање у Србији
После рањавања и изласка из болнице, тада са чином пуковника, Никола Доксат бива распоређен команди за Србију. Добио је задатак да, разрешених руку, уради све што је потребно како би утврдио Београд.

### Урбанизација Београда
Дошавши у Београд Никола Доксат је одмах почео са обновом тврђаве, у склопу великих логистичких планова за фортификацију града. Доксат је изучио историју града, развијао свој пројекат, а финалну верзију свог урбанистичког плана 1723. године предаје Дворском савету. Обзиром да је имао дозволу да обнову уради према сопственом нахођењу, план је одобрен и одмах се кренуло са извођењем радова.
Први радови односили су се на подизање седам једноспратних зграда, међу којима је била и данас најстарија кућа у Београду, данас под заштитом државе као споменик културе. Њена градња почела је 1724. и завршила се 1727. године, а грађена је у барокном стилу. Специфичност овог комплекса зграда је мрежа подземних пролаза којима су биле спојене међусобно, а верује се и са тврђавом на Калемегдану. Овим тунелима са тврђавом су били повезани и двор Еугена Савојског и сама кућа Николе Доската, који су се налазили у у данашњој Душановој улици. Дужину ових подземних пролаза, трасе којима пролазе и шта повезују, због стратешких разлога, највероватније је знао само сам Никола Доксат. Наводно, саме планове је држао сакривене и никада их није предао надређенима. Према неким веровањима, постоје чак и тунели који воде од тврђаве до Земуна, а њихова улога била је снабдевање града у случају опсаде и сигурна одступница у случају крајње нужде. Према речима архитекте Зорана Ђукановића, овом реконструкцијом тврђава је требало да буде најсавршенија одбрамбена машина и први непробојни бастион одбране Аустро-угарског царства, Европе и хришћанства, а град да добије нове, значајне јавне објекте.

### Сукоб са принцом Александром фон Витенбергом
Током службе у Београду Никола Доксат долази у сукоб са принцом Александром фон Витенбергом, човеком који је пре њега направио планове за обнову Београда, али су те идеје одбачене као аматеризам. Доксат се са њим није најбоље слагао и у више наврата је покушавао је да га врати у Беч, али је Александар остављен у Београду како би учествовао у великим радовима које је финансирао чак и папа Бенедикт XIII. Године 1735. Доксат је утврдио да Александар Витенбуршки краде новац из тајних фондова царства и осрамоћени принц је враћен у Беч. Служећи се утицајем и везама које је имао, успео је да заташка аферу, али је остао решен да се освети београдском урбанисти Николи Доксату. Једино што га је спречавало била је чињеница да се Доксат, због изузетно добро урађеног посла у фортификацији и обнови Београда, налазио у милости двора и добио чин генерала.

### Одбрана Нишке тврђаве
Две године касније, 1737. избија нови Аустријско—Турски рат. Потискујући непријатеља, аустријска војска долази чак до Ниша и осваја га под командом неискусног генерала Секендорфа, који одлучује да освоји и Нови Пазар. У том сукобу Аустрија бива потучена до ногу и приликом повлачења Секендорф наређује Доксату да са 8.000 војника остане у Нишу, како би обезбедио одступницу. Турци на Ниш крећу са 80.000 војника, а Секендорф шаље Доксату лажну вест да ће му послати појачање. Како би избегао покољ, Доксат прихвата преговоре са Турцима. Током наредних неколико дана, колико су преговори трајали, Доксат наређује војсци да изводи маневре како би непријатељу изгледало да их у граду има више. Успео је да убеди Турке да ће битка и за њих бити тешка и издејствовао је мирно повлачење из Ниша, без формалне предаје. Непријатељ је поверовао и пристао на то да Доксат, без формалне предаје града, напусти Ниш са војском и повуче се до Београда. Због овог потеза једни су га сматрали херојем јер је спасао војску, а други кукавицом.
Секендорф, чувши за ова дешавања, у Беч шаље извештај пун лажи, наводећи да је Доксат прекршио наређења. Како би спречио да Доксатов извештај стигне до цара, хапси га чим је овај стигао у Београд са 8.000 спашених војника и ставља у кућни притвор до почетка суђења, заједно са својим највишим официрима.
У међувремену и Александар фон Витенберг наставља да кује заверу против Доксата у Бечу, апелујући да Доксат мора постати пример како се поступа са издајницима који се предају без иједног метка. Цар Карло VI на крају попушта и доноси одлуку да Никола Доксат буде погубљен у Београду. Суђено му је по скраћеном поступку, а комисија је тражила смртну казну. Пресуда Доксату била је следећа:
| „ | Казна се изриче јер је оптужени 16. октобра прошле године, без очекиваног напада и пружања одбране, и без потребе, само на основу непријатељских претњи, Нишку тврђаву, на првој линији фронта, која је била поверена његовој команди предао заклетом непријатељу хришћанског имена и тиме поступио против своје части, дужности и савести; његовом царском и католичком величанству, као и читавом хришћанском свету наносећи знатну штету и губитак, царском оружју несагледиву срамоту, оснажујући Турке још више у њиховој охолости. Стога се поменути генерал Доксат осуђује на смрт – одсецањем главе. | ” |

## Смрт Николе Доксата де Мореза
Вече пред извршење смртне пресуде Никола Доксат је вечерао, као и сваког другог дана, а затим мирно спавао. Ујутро је попио чај и помолио се, а затим је одведен на губилиште. На путу је прошао поред војника које је спасао у Нишу и рекао им: „Збогом пријатељи моји, ви бар знате зашто умирем”.
Егзекуција Николе Доксата одиграла се на почетку данашње Кнез Михаилове улице. Уз звуке добошара последњи пут је прочитана пресуда, након чега се Доксат сам наместио за погубљење. Његов посилни, млади поручник, коме је Доксат пре одласка на губилиште поклонио једину вредност коју је имао – златну дугмад за кошуљу, везао му је црни повез преко очију, а затим се удаљио. Пред замах сабље џелата обратио се неколицини војника и официра, којима је спасао животе, речима: " Збогом пријатељи моји, ви бар знате зашто умирем!". Доксатове последње речи биле су: “О тврђаво ја сам те саградио, а ти ми сада узимаш живот”.
Никола Доксат није преминуо брзом смрћу. Да ли зато што није имао новца којим би платио џелата или је узрок нешто друго, тек оштрица крвника осуђеног је ударила у тело, уместо у врат. Сечиво је још два пута промашило, да би му тек четвртим замахом џелат одрубио главу.

## Спекулације око Доксатове смрти
Постоје приче да је његовим погубљењем у ствари требало да се прикрије тачна локација тајних пролаза који су водили у тврђаву и иза ње. Кружиле су и гласине да је његова имовина износила 200.000 форинти и да је због тога накнадно окривљен и за користољубље, али се такође говорило и да је иза њега остала само кућа надомак тврђаве, која је продата да би се намирили дугови које је генерал направио када ју је купио, као и да су једина лична имовина која му је преостала била златна дугмад за кошуљу, коју је поклонио свом посилном пред одлазак на смакнуће.
Кућа Николе Доксата и данас постоји, у улици Цара Душана број 10 на Дорћолу, и представља једну од најмистериознијих грађевина у Београду и могућу капију подземног града и његових, још увек, недовољно истражених лагума. Питање је зашто је Вермахт априла 1941. године, одмах по уласку трупа у Београд, прво запосео кућу Николе доксат?